# 明源雲
明源雲集團控股有限公司，簡稱明源雲集團控股、明源雲集團，以及明源雲（英語：Ming Yuan Cloud Group Holdings Limited，港交所：909）是一家中国雲端商。

## 公司简介
明源雲集團控股有限公司是一家投資控股公司，主要從事為房地產開發商、營運商及房地產價值鏈上的其他行業參與者提供雲端服務、本地軟體和服務。公司雲端服務由客戶關係管理SaaS（CRM SaaS）、施工管理SaaS、物業管理營運SaaS、Skyline PaaS平台四大產品線組成。公司的本地軟體和服務主要為住宅開發商提供涵蓋銷售、成本、採購、規劃、費用和預算的房地產產品，公司還提供相關的實施服務、產品支援服務和增值服務。

## 历史
在2003年，由主席及首席執行官高宇、執行董事陳曉暉和姜海洋，於總部深圳成立「深圳市明源拓展軟件科技有限公司」，經營中國內地和全球經營地产生态链数字化服务。
股份在2020年9月25日於港交所主板上市，全球發售定價為16.5港元，發售股份為3.74億股，集資額為61.7億港元，用作進一步升級及增強現有 SaaS產品的功能及特性，旨在應對更多樣化的業務場景並不斷改善SaaS產品的用戶體驗；加強尖端技術（例如 AIoT、數據分析及虛擬現實）的研發工作；進一步升級及增強雲端 ERP解決方案的功能及特性；提高銷售及營銷能力並提升我們在中國房地產市場參與者中的品牌聲譽；選擇性地尋求戰略投資及收購；營運資金及一般企業用途，此外明源雲引入基石投資者，包括高瓴资本（8600万美元）、新加坡政府投资公司GIC（5000万美元）、中国结构改革基金（5000万美元）、红杉资本（3000万美元）、贝莱德基金（3000万美元）与富达国际（3000万美元），合共2.76億美元。